# Aeroportul Marcala
Aeroportul Marcala (IATA: MRJ, ICAO: MHMA) este un aeroport din Departamentul La Paz (Honduras), Honduras ce deservește zona Marcala⁠(d). A fost numit după zona deservită.
Situat la o altitudine de 2 m, aeroportul dispune de o singură pistă.